# Eemu Myntti

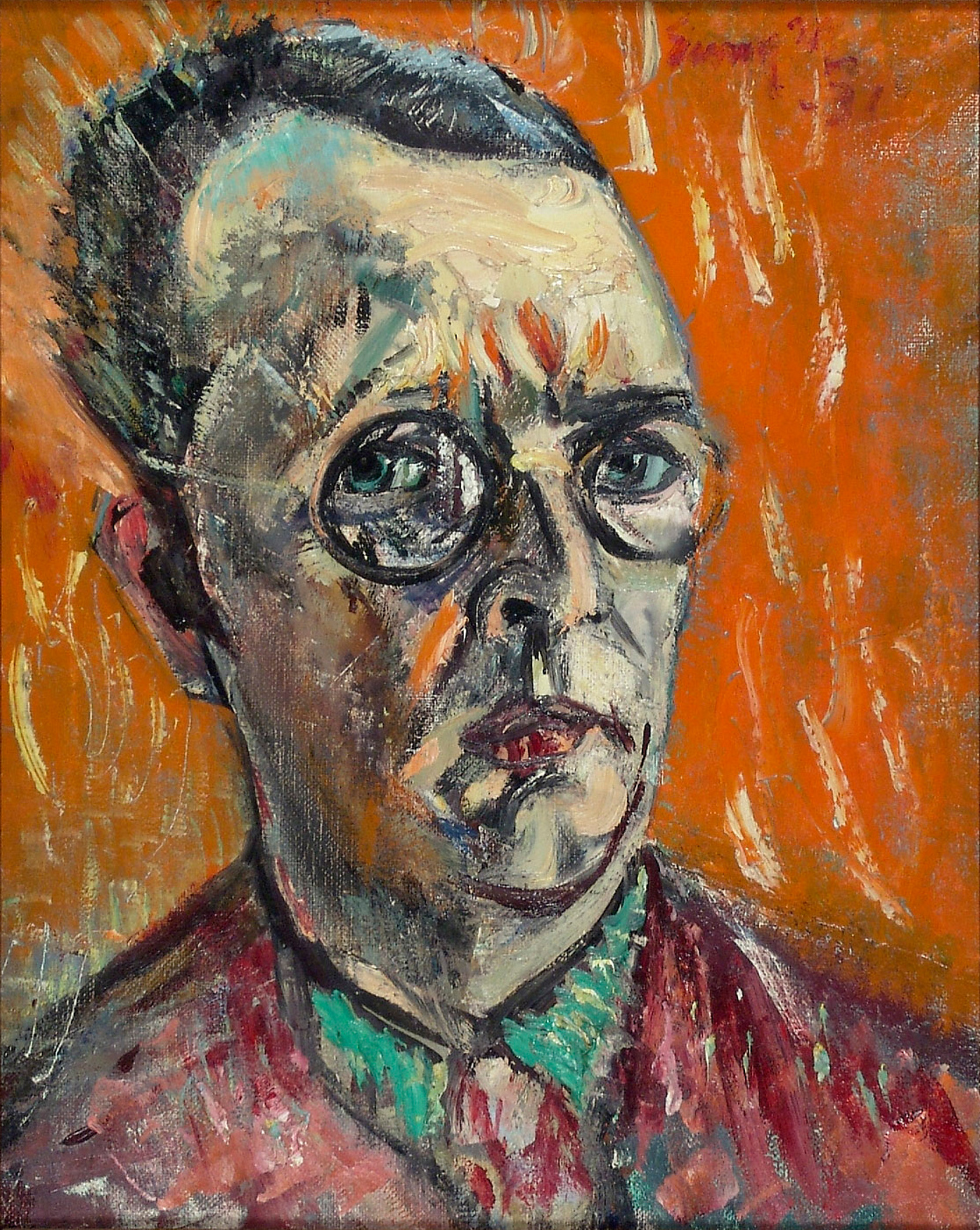
Självporträtt av Eemu Myntti

Eemu Aleksanter Myntti, född 27 november 1890 i Vasa, död 29 augusti 1943 i Helsingfors, var en finländsk målare. Eemu Myntti var gift med konstnären Eva Bremer, även hon från Vasa. 
Myntti studerade i Paris 1912–1914, i Italien och Frankrike 1919–1921 och 1921–1924 samt i Frankrike 1928–1929. Han ställde ut första gången 1916 och uppträdde på 1920-talet som en kontrast till Novembergruppens mörkstämda måleri och tog intryck av den moderna konsten, inte minst kubismen. En fast punkt i Frankrike, där han målade många av sina färgsprakande och nervigt expressiva dukar, var staden Cagnes-sur-Mer. Där träffade han bland andra Henri Matisse, och där hade även Tyko Sallinen vistats i början av 1920-talet. Vid sidan av sina landskap, interiörer och stilleben i olja och akvarell, bland annat i Paul Cézannes stil, målade Myntti även porträtt och självporträtt. Sitt främsta stöd, både andligt och ekonomiskt – bland annat för sina långvariga vistelser utomlands – erhöll han av kommerserådet Frithiof Tikanoja, i vars konsthem och offentliga museum i Vasa han är väl företrädd. En minnesutställning över Myntti hölls i Helsingfors 1955. Senare större utställningar hölls bland annat i Tikanojas konsthem 1991 och i Tavastehus konstmuseum 1998.